# Listă de companii producătoare de produse alimentare
Aceasta este o listă de companii producătoare de produse alimentare:
Producători de ulei:
- Bunge
- Argus Constanța
- Cargill România
- Prutul Galați
- Ultex Țăndărei
- Ulerom Vaslui

Producători de mezeluri:
- Caroli Foods
- Scandia
- Transavia